# 拉普哈河
拉普哈河（烏克蘭語：Лапуга）是烏克蘭東北部的河流，屬於奧別斯塔河的左支流。該河發源自霍迪内南部，流經蘇梅州的紹斯特卡區，河道全長21公里。